# 大岭镇 (榆树市)
大岭镇，是中华人民共和国吉林省长春市榆树市下辖的一个乡镇级行政单位。

## 行政区划
大岭镇下辖以下地区：
大岭街道社区、大岭村、大龙村、林家村、临河村、东兴村、虎岗村、高山村、贾泉村、树立村、顾陈村、怀家村、义山村、义合村、兴农村、腾信村、建设村、民主村、兰旗村和牧业村。